# المعهد الهندي للتكنولوجيا جوا
المعهد الهندي للتكنولوجيا في جوا Indian Institute of Technology Goa ( IIT Goa ) هي جامعة هندسية وتكنولوجيا رائدة مستقلة تقع في جوا . منذ أن تم تخصيص معهد هندسي لجوا من قبل الحكومة المركزية في عام 2014، بدأ المعهد الهندي الجديد للتكنولوجيا في جوا العمل من يوليو 2016 في حرم جامعي مؤقت يقع في حرم كلية الهندسة في جوا (GEC) الموجود في فارماجودي ، جوا . حاليا، فإنه يوفر بكالوريوس التكنولوجيا ، وال و الدايكتوراه الدورات في مختلف الأساسية واحدة فروع غير الأساسية مجورلي في الهندسة الكهربائية ، علوم وهندسة الكمبيوتر ، الهندسة الميكانيكية والرياضيات والحوسبة.
كجزء من خطة الإرشاد، كان المعهد الهندي للتكنولوجيا في مومباي مرشدًا لـ IIT-Goa لمدة ثلاث سنوات رائدة. أنشأت وزارة تنمية الموارد البشرية خلية مراقبة IIT في IIT-Bombay وتم تعيين أعضاء اللجنة كمسؤولين في مهمة خاصة للإشراف على عملية إنشاء IIT-Goa.

## الحرم الجامعي والموقع
يقع الحرم الجامعي في Farmagudi ، Ponda حوالي 29 كم جنوب شرق باناجي ، عاصمة جوا وهو حرم جامعي مؤقت. ترتبط ولاية غوا جيدًا بالطرق البرية وطرق السكك الحديدية والطرق الجوية مع أجزاء مختلفة من البلاد. في الوقت الحاضر ، يتم استيعاب معهد جوا بشكل مؤقت وتشغيله في حرم Goa Engineering College (GEC) الموجود في Farmagudi ، Goa . حددت حكومة غوا الأرض المخصصة للحرم الجامعي الدائم في قرية جوليلي بانشايات في منطقة ساتاري الفرعية في شمال جوا ، والتي تبلغ مساحتها حوالي 320 فدانًا ، وقد تمت الموافقة عليها من قبل وزارة تنمية الموارد البشرية التابعة للاتحاد (HRD). تتوقع MHRD أن IIT Goa ستعمل من الحرم الجامعي المؤقت لمدة ثلاث سنوات أولية فقط ومن المتوقع أن تنتقل إلى منشأتها الدائمة بحلول العام الرابع.

## الأنشطة الثقافية والفنية وغير الأكاديمية
طور طلاب معهد غوا نوادي لمتابعة الهوايات والمشاعر مثل نادي التصوير الفوتوغرافي ونادي المناظرة والنادي الأدبي ونادي الدراما ونادي التصميم وفرقة الكلية. أيضًا، طورت الاندية للأنشطة الفنية للهوايات مثل اندية البرمجة والاقتصاد والروبوت . لدى معهد جوا أيضًا فرقًا مخصصة لمسابقات طلاب الفورمولا الوطنية، وفريقًا مخصصًا لمسابقات الروبوتات الوطنية.
اعتبارًا من الآن ، ليس لدى معهد جوا حرم جامعي دائم، لكنهم نظموا أول مهرجان ثقافي مشترك بين الكليات "Cultrang" في عام 2020 في حرمهم الجامعي المؤقت. لكنهم لم ينظموا مهرجان بين الرياضات بعد. أيضًا ، يشارك الطلاب بنشاط في الأحداث التي تستضيفها كليات أخرى مثل WAVES التي تنظمها BITS GOA و Saavyas بواسطة NIT Goa و Happenings و Spectrum by GEC و Mood Indigo by معهد مومباي إلخ. في حالة المشاركة في الأحداث الرياضية، تشارك IIT GOA في أحداث مثل Inter IIT Sports Meet و Aavhan by IIT Bombay و Spree by BITS GOA والمزيد. هناك العديد من الأحداث داخل الكلية التي ينظمها الطلاب ، ومهرجان رياضي مخصص داخل الكلية يسمى "Chakravyuh" ومهرجان رياضي ثقافي يسمى Flock في السنوات الوليدة للمؤسسة.

## الأقسام والمراكز والمدارس
في السنوات الثلاث الأولى من تأسيس معهد جوا، كان هناك ثلاثون مقعدًا لكل منها في تيارات أجهزة الكمبيوتر، وكانت الهندسة الكهربائية والميكانيكية متاحة في المعهد وبدات الفصول الدراسية بعد 15 يوليو 2016، إلى جانب IITs الأخرى في جميع أنحاء البلاد. ولكن الآن، تقدم IIT Goa ما يقرب من 150 مقعدًا للبكالوريوس في علوم وهندسة الكمبيوتر ، والهندسة الكهربائية ، والهندسة الميكانيكية ، وتم تقديم تيار جديد في الرياضيات والحوسبة في عام 2019. بصرف النظر عن ذلك ، فإنها توفر أيضًا بعض المقاعد للماجستير لنفس التدفقات ، وبعضها للدكتوراه أيضًا.

## أكاديميون
يقدم المعهد برامج BTech و MTech وكذلك الدكتوراه في مختلف المجالات التقنية.

## روابط خارجية
- iitgoa.ac.in الموقع الرسمي